# التعليم في ألبانيا
معدل معرفة القراءة والكتابة في ألبانيا للأشخاص من سن التاسعة فما فوق يبلغ 99 في المائة. التعليم الأساسي (من الصف الأول إلى الصف التاسع) إجباري، ولكن أغلب التلاميذ في ألبانيا يواصلون تعليمهم على الأقل لغاية التعليم الثانوي. يجب على التلاميذ إجتياز امتحانات نهائية في نهاية الصف التاسع والثاني عشر حتى يتمكنوا من مواصلة دراستهم.
أغلب المدارس حكومية وممولة من طرف الحكومة، لكن حديثا إفتتحت العديد من المدارس الخاصة وعموما يوجد حوالي 5000 مدرسة في البلاد. تبدأ السنة الدراسية عادة في أواسط أيلول/سبتمبر وتمتد إلى أواخر حزيران/يونيو أو بداية تموز/يوليو، و تقسم إلى سداسيين، أما الأسبوع الدراسي فيمتد من الإثنين إلى الجمعة، كما توجد عطلة شتوية تمتد لمدة حوالي إسبوعين. أطوار التعليم في ألبانيا كالآتي:

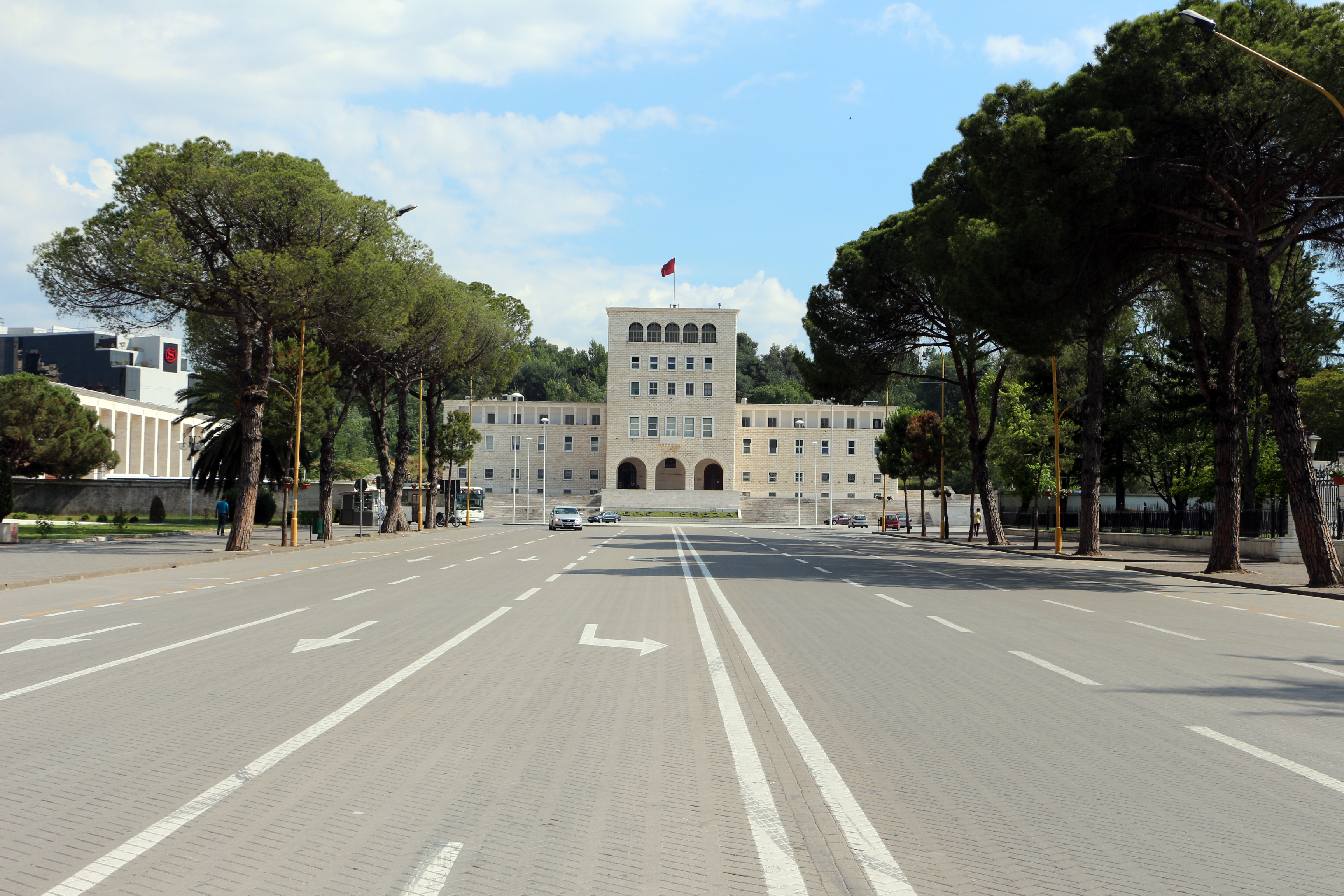
جامعة تيرانا متعددة التقنيات.

مرحلة التعليم التحضيري: من سن الواحدة إلى السنة الرابعة
مرحلة التعليم الابتدائي: يدوم لمدة تسع سنوات (ثمان سنوات قبل عام 2008).
مرحلة التعليم الثانوي: يوجد نوعين من التعليم الثانوي:
- المسار النظامي أو العادي ويدوم لثلاث سنوات.
- المسار المهني أو التقني ويدوم من بين إثنين إلى خمس سنوات.

التعليم العالي:
- شهادة البكالوريوس: ثلاث سنوات.
- شهادة الماجستير: من سنة ونصف إلى سنتين.
- شهادة الدكتوراه: ثلاث سنوات.

## ما قبل الحكم الشيوعي

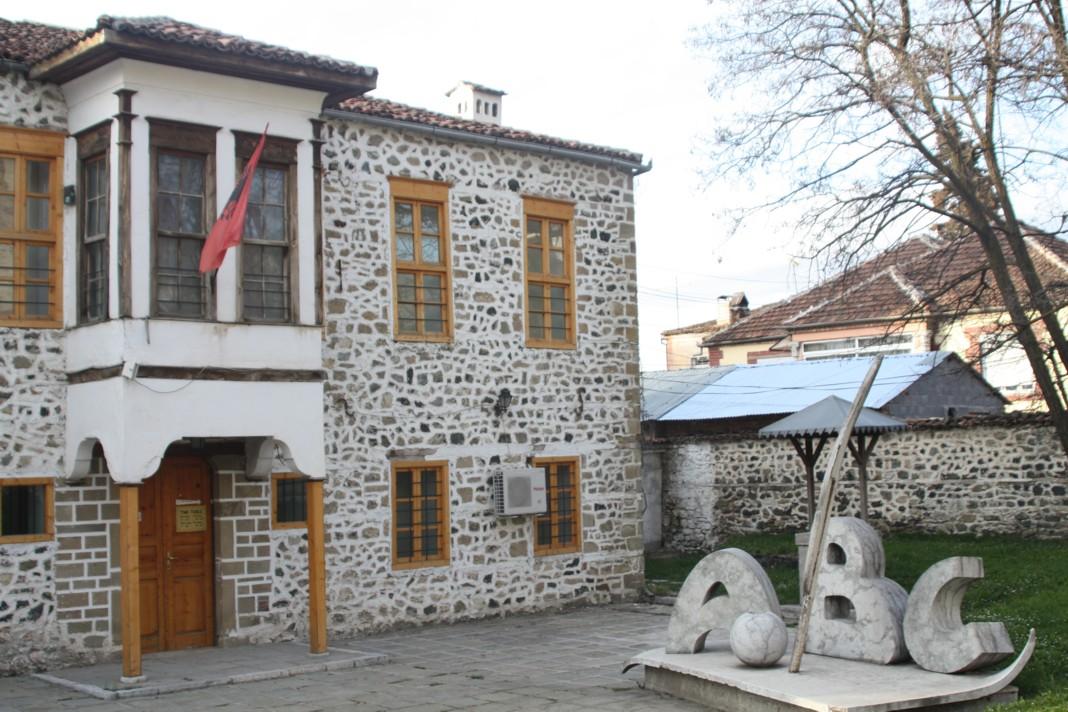
ميسونياتوريا أول مدرسة تم تأسيسها خلال الحكم العثماني.

في أواخر عام 1946 كان حوالي 85 في المائة من الشعب الألباني أُميا، لسبب رئيسي وهو غياب المدارس التي تقدم تعليما باللغة الألبانية قبل الاستقلال سنة 1912.
في أواسط القرن التاسع عشر، أصدر الحكام العثمانيون قرار يقضي بمنع استعمال اللغة الألبانية في المدارس، وقد استخدمت اللغة التركية في المدارس القليلة الموجودة آنذاك والتي خدمت المسلمين فقط.
وكانت هذه المدارس تقع أساسا في المدن الكبرى، أما المدارس التي خدمت الفئة المسيحية فكانت مسيرة من طرف بطريركية القسطنطينية، حيث كان كاهن أرثودوكسي مهمة توظيف المعلمين، أما عن لغة التعليم فقد استعملت اللغة اليونانية.
أول مدرسة حديثة استعملت اللغة الألبانية كلغة للتعليم هي المعهد الديني الذي أسسه الفرانسيسكان سنة 1861 في شكودار، رغم أن الآباء الفرانسيسكان يؤكدون وجود مدارس أقدم يعود تاريخها إلى 1638.
ما بين 1880 و< nowiki/>1910 حاول العديد من النشاط الوطنيين الألبانيين تأسيس مدارس ابتدائية لنشر الحس القومي والوطني الألباني، لكن أغلبها أغلق من طرف السلطات العثمانية.
حركة الشباب الأتراك التي تأسست سنة 1908 شجعت الألبانيين على مضاعفة جهودهم في هذا الصدد، وقد اجتمع مجموعة من المثقفين الألبانيين في نفس العام في مدينة موناستير لاختيار الأبجدية الألبانية، حيث أن الأعمال المكتوبة بالألبانية قبل 1908 كانت تستعمل مزيجا من أبجديات متعددة، أهملهما اللاتينية والإغريقية والعربية.
اتفق المشاركون في لقاء موناستير اعتماد أبجدية موحدة تستعمل الأحرف اللاتينية، وفي عام 1909 انطلق استعمال الأبجدية الجديدة في المدارس الناطقة بالألبانية، إلا أن حركة الشباب الأتراك تخوفت من تزايد قوة الحس الوطني الألباني وقررت إغلاق جميع المدارس التي تستعمل اللغة الألبانية.
رغم استقلال ألبانيا سنة 1912، إلى أن المدارس ظلت نادرة بسبب عدم استقرار الوضع السياسي في البلاد بسبب حروب البلقان والحرب العالمية الثانية، أما المدارس التي كانت موجودة آنذاك فأغلبها يعود لفترة الحكم العثماني وظلت تستعمل اللغة التركية، والمدارس الأخرى كانت تستعمل اللغات الإغريقية والرومانية والصربية.
قامت القوات الأجنبية التي احتلت البلاد في تلك الفترة بإنشاء بعض المدارس، معظمها إيطالية وفرنسية، ولعبت دورا هاما في نشر طرق ومبادئ التعليم الغربية، كما هو الحال مع ثانوية كورتشة الوطنية (بالفرنسية Lycée national de Korçe)
بعد إنشاء الحكومة الوطنية الألبانية سنة 1920، ظهرت وزارة التربية وكان هدفها الأساسي هو وضع نظام تعليم فعال في البلاد.
افتتحت العديد من المدارس في المدن الكبرى وتم تعزيز المدارس الأجنبية الفرنسية والإيطالية.
في نفس الوقت تم افتتاح مدرستين أمريكيتين: المدرسة الأمريكية للتعليم المهني في تيرانا، أسسها الصليب الأحمر الأمريكي سنة 1912، والمدرسة الأمريكية للزارعة في كافايا. وتخرج من هذه المدارس الأجنبية العديد من القادة الشيوعيين، فأنور خوجة تخرج من الثانوية الوطنية لوكرتشة سنة 1930، ومحمد سهيهو، الذي أصبح في ما بعد وزيرا أولا، تخرج من المدرسة الأمريكية للتعليم المهني سنة 1932.
أقر دستور سنة 1933 أن تنظيم التعليم حصري من اختصاص الدولية، ولهذا فإن أغلب المدارس الأجنبية إما أغلقت أم تم توطينها، باستثناء المدرسة الأمريكية للزراعة، وكان الهدف من هذا القرار الحد من النمو السريع للمدارس الممولة مباشرة من الحكومة الإيطالية والتي انتشرت خاصة في شمال البلاد.
توطين التعليم أتبع سنة 1934 بتغيير جذري في النظام التعليمي وإقرار التعليم الإجباري من سن التاسعة إلى سن الرابعة عشر، إضافة لإنشاء مدارس ثانوية من مختلفة الأنواع: تقنية، مهنية وتجارية، ووضع برامج لتدريب الأساتذة.
تطبيق قرار التعليم الإلزامي لم يتم على نطاق واسع في المناطق الريفية لأن أهالي الريف كان يفضلون إرسال أبنائهم للعمل في الحقول بدلا من المدارس، إضافة إلى قلة المدارس والمعلمين ووسائل النقل في الريف.
مدارس الأقليات الوحيدة التي كانت موجودة في ألبانيا قبل الحرب العالمية الثانية هي تلك الخاصة بالأقلية اليونانية في غيروكاستر، لكن تم إغلاقها سنة 1933، وهذا ما جعل اليونان تعرض القصية على مجلس القضاء الدولي الذي أجبر ألبانيا على إعادة فتح تلك المدارس.
قبل الحرب العالمية الثانية لم تملك ألبانيا تعليما جامعيا، وكل من أراد الحصول على تعليم جامعي كان يجب عليه السفر إلى الخارج. في كل عام كانت الحكومة تخصص عدد محدودا من المنح لطلاب المدارس الثانوية المتميزين ذوي الإمكانيات المحدودة، لكن العدد الأكبر من طلاب الجامعات الألبان كانوا ينتمون للعائلات الثرية، وأغلبهم التحقوا بالجامعات الإيطالية نظرا للقرب الجغرافي والعلاقات المتميزة بين حكومتي البلدين، كما أن الحكومة الإيطالية وفرت بدورها عددا من المنح للطلاب الألبان.
عقب الاحتلال الإيطالي لألبانيا سنة 1939 وقع التعليم تحت السيطرة الإيطالية، وأصبح تعلم اللغة الإيطالية إجباريا في المدارس الثانوية كما تم نشر الفكر الفاشي في المناهج التعليمية.
انطلقت المقاومة ضد الاحتلال الإيطالي سنة 1941، وتحولت العديد من المدارس لمراكز لتجنيد المقاومين ما أثّر سلبا على النظام التعليمي. بعد انهزام إيطاليا سنة 1943، غزت القوات الألمانية ألبانيا ما تسبب بِشلّ التعليم بشكل تام.

## فترة الحكم الشيوعي

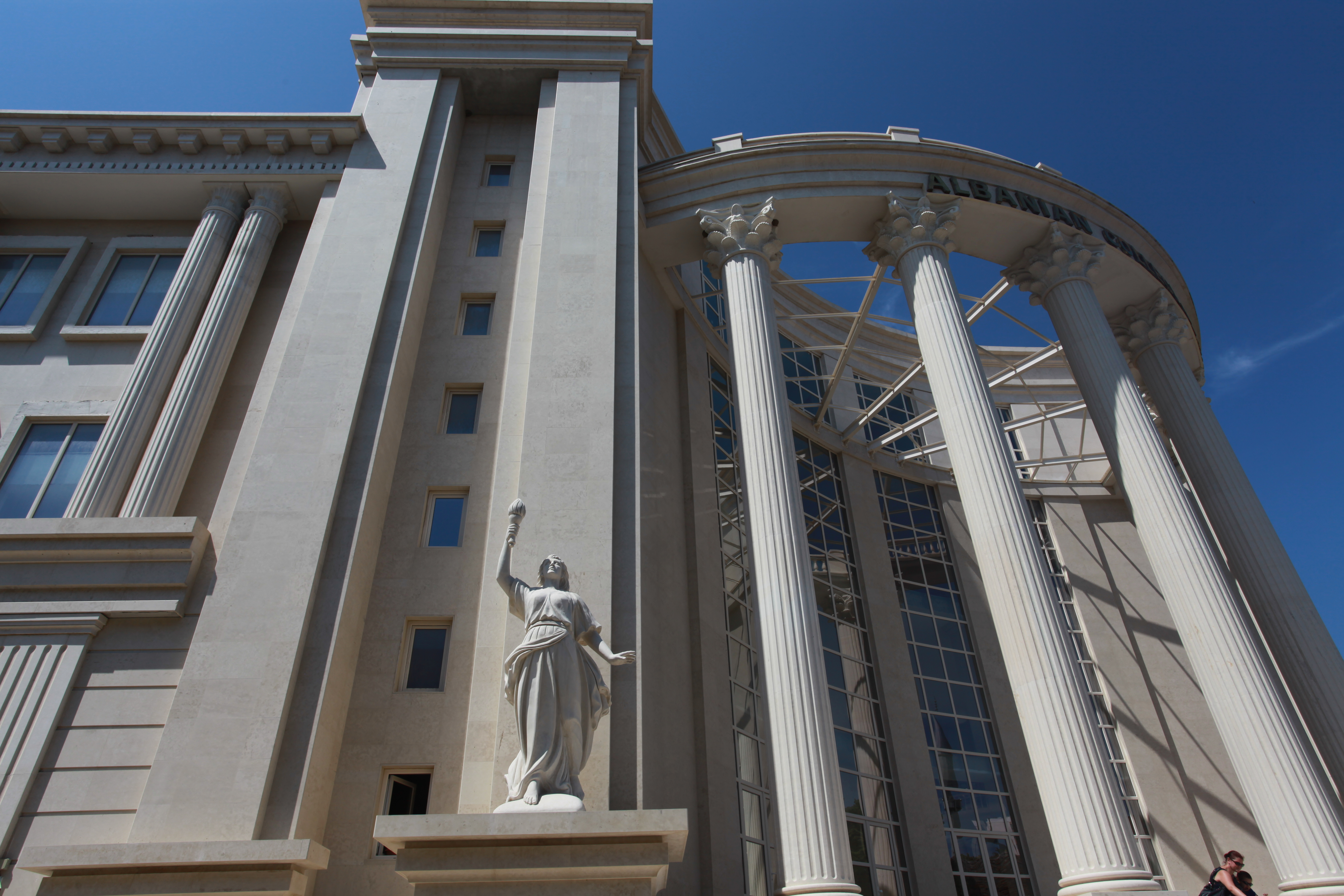
الكلية الألبانية في دراس.

بعد استرجاع السيادة سنة 1944 جعل النظام الشيوعي من أولوياته إعادة فتح المدارس ونشر الإيديولوجية الشيوعية. كانت كل المدارس مسيرة من طرف الدولة، ونظرا لنقص الخبراء في مختلف ميادين التعليم أرسل الطلاب الألبانيين للتدرب في الاتحاد السوفييتي، رومانيا، بولندا، تشيكوسلوفاكيا...
في أيلول/سبتمبر 1949 صدر قانون يجبر كل المواطنين ما بين سنة الثانية عشر والأربعين، الذين لا يحسنون القراءة والكتابة، بالالتحاق بأقسام خاصة لمحاربة الأمية. وفرت الحكومة آنذاك تعليما مجانيا لمدة سبع سنوات من التعليم الإجباري وأربع سنوات من التعليم الثانوية. قانون 1949 أقر إنشاء مدارس مختصة في تعليم المهارات الاقتصادية والثقافية وأخرى لتدريب المعلمين. كما أقر قانون 1948 تكثيف الدروس التطبيقية للتلاميذ ذوي الاختصاصات التقنية.
في عام 1951 قامت الحكومة بإنشاء ثلاث مؤسسات للتعليم العالي: المعهد البيداغوجي، المعهد متعدد التقنيات ومعهد الزراعة، وكلها أنشئت حسب النموذج السوفييتي.
أغلب الكتب العلمية المستخدمة كانت عبارة عن ترجمات لأعمال سوفياتية، حتى أن دورس تحضير الأستاذة كانت تقدم باللغة الروسية، وقد قام فريق من الخبراء السوفييت بوضع أسس جامعة تيرانا سنة 1957.
خلال الستينيات كان التعليم يتكون من ثلاث أطوار : الإبتدائي من الصف الأول إلى الرابع، المتوسط من الخامس إلى السابع، والثانوي من الثامن إلى الحادي عشر. في أكتوبر 1960 مع تزايد حدة التوتر بين ألبانيا والاتحاد السوفييتي، قرر الحزب الحاكم التخفيف من التأثير السوفييتي على التعليم، والعمل على استبدال الخبراء السوفييت، وإعادة هيكلة النظام التعليمي، حيث قسم إلى أربعة أطوار: تحضيري، ثمانية سنوات من التعليم الإجباري، ثانوي وجامعي، وبهذا تم دمج التعليمين الابتدائي والمتوسط في طور واحد. من بين التغييرات الأخرى خفض سن الالتحاق بالمدرسة من السابعة إلى السادسة، وكانت الثانويات تقدم نوعين من التعليم: عادي أو مهني، عادة ما كانت الثانوية تدوم لأربع سنوات، إلا أن دراسة بعض التخصصات المهنية كانت تدوم لعامين فقط.
مدة التعليم الجامعي تراوحت بين ثلاث وخمس سنوات، وقد كان التعليم مجانيا في هذه المرحلة أيضا. عملت الحكومة على زيادة عدد الملتحقين بالجامعات وفتح تخصصات جديدة، وقد كان خريجو الجامعات ملزمين بقضاء تسعة أشهر كفترة تدريب في الإنتاج الصناعي، وثلاثة أشهر كتدريب عسكري.
الإحصاءات الرسمية تشير إلى أن الحكومة الشيوعية حققت نجاحا معتبرا في ميدان التعليم، حيث تم القضاء على الأمية تقريبا في نهاية الثمانينيات، وارتفع عدد الملتحقين بالمدارس من 60 ألف تلميذ سنة 1939 إلى 750 ألف سنة 1987، مع توجد أكثر من 40 ألف معلم في ألبانيا. مثلت الإناث 47 من المائة من إجمالي الطلبة، أما عن نسبة الملتحقين بالثانوية بعد إنهاء التعليم الإجباري فقد ارتفعت من 39 من المائة سنة 1980 إلى 73 من المائة سنة 1990.

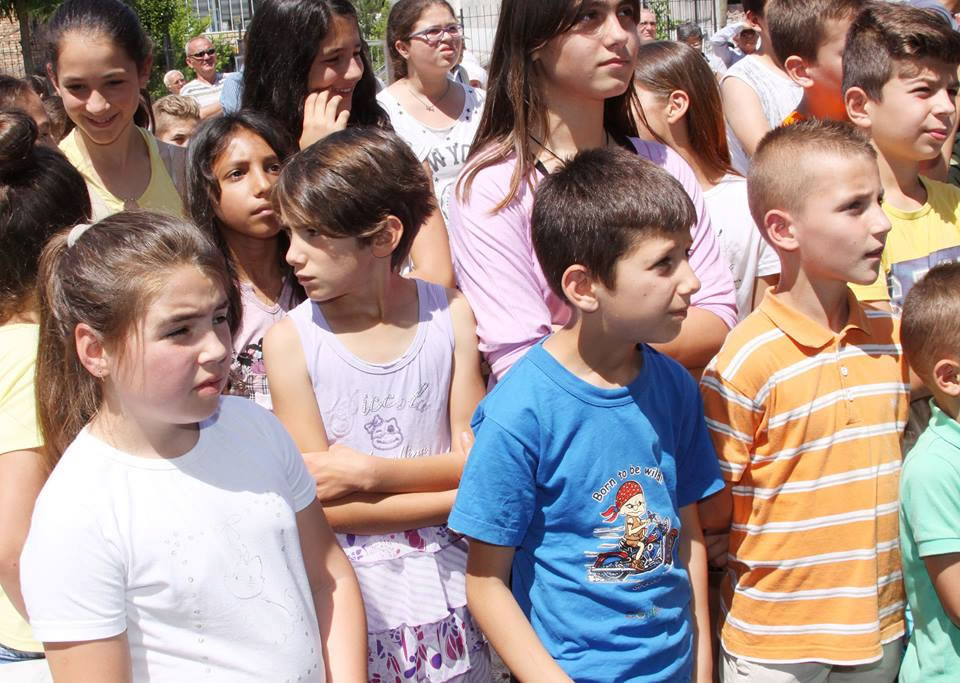
أطفال مدرسة في ألبانيا.

## ما بعد 1990
في عام 1990 مُدِّد التعليم الإجباري من 8 إلى عشر سنوات. في العام الموالي دخلت البلاد في دوامة من الفوضى وأعمال الشغب أثرت بشكل كبير على نظام التعليم، وقد قامت إيطاليا ومجموعة من الدول الأخرى بقديم مساعدات لألبانيا في ميدان التعليم خاصة في التجهيزات.
تقرير لوزارة التربية في أيلول/سبتمبر 1991 أشار إلى أن عدد كبير من المدارس تعرضت إما للنهب أو التدمير.
فرَّ العديد من المعلمين من مدارس القرى، في حين أن ألفين آخرين غادروا البلاد للخارج. عانت المدارس خلال التسعينيات من مشاكل الاكتظاظ ونقص التجهيزات ومشاكل في التدفئة، حيث أن عدد قليلا جدا من المدارس كانت تتوفر على أجهزة كمبيوتر أو الأدوات المخبرية. في نفس الوقت عملت الحكومة على التخلص من بقايا تأثير النظام الشيوعي على التعليم، وتطبيق طرق التعليم المتبعة لدى الغرب. ظهرت العديد من المدارس والجامعات الخاصة في مختلف أنحاء البلاد .